# 中根之
中根 之（なかね すすむ、1910年9月21日 - 1992年4月26日）は、兵庫県出身のプロ野球選手（外野手）、プロ野球審判員。日本プロ野球初代の首位打者。

## 来歴・人物
1910年9月21日に兵庫県で生まれる。神戸市立第一神港商業学校では1929年の第6回選抜中等学校野球大会に出場し、決勝戦で私立広陵中学校を下して全国制覇を達成した。
1936年に名古屋軍へ入団すると、同年秋季に打率.376を記録し、日本プロ野球の初代首位打者となった。なお、この記録は戦前のプロ野球（1リーグ時代）における最高打率で、日本プロ野球史上で僅か3人しか存在（ほかに岡村俊昭・正田耕三）しない「0本塁打の首位打者」でもある。1937年にイーグルスへ移籍し、1938年秋季を最後に現役を引退した。
セ・パ両リーグ分立後の1952年に毎日オリオンズの二軍打撃コーチに就任し、翌年には二軍監督に昇格した。1955年の時点では「養成主任」として二軍打撃コーチに配置転換されている。その後、コーチを退任したが具体的な年月は不明である。
コーチ退任後はパシフィック・リーグの審判員を務め、二出川延明が「オレがルールブックだ」と発言したとされる試合にて、そのきっかけとなった判定を下したのが中根である。1963年8月にジャック・ブルーム（近鉄バファローズ）に対して退場を宣告したことを巡り、近鉄ファンを名乗る人物からの脅迫状が届く。中根はパシフィック・リーグ幹部と相談後に休養を取り、そのまま審判を辞任した。その後の消息は分かっていない。

## 詳細情報

### 年度別打撃成績
| 年 度     | 球 団      | 試 合 | 打 席 | 打 数 | 得 点 | 安 打 | 二 塁 打 | 三 塁 打 | 本 塁 打 | 塁 打 | 打 点 | 盗 塁 | 盗 塁 死 | 犠 打 | 犠 飛 | 四 球 | 敬 遠 | 死 球 | 三 振 | 併 殺 打 | 打 率 | 出 塁 率 | 長 打 率 | O P S |
| --------- | ---------- | ----- | ----- | ----- | ----- | ----- | -------- | -------- | -------- | ----- | ----- | ----- | -------- | ----- | ----- | ----- | ----- | ----- | ----- | -------- | ----- | -------- | -------- | ----- |
| 1936春夏  | 名古屋     | 12    | 45    | 38    | 4     | 8     | 2        | 0        | 0        | 10    | 4     | 3     | --       | 2     | --    | 5     | --    | 0     | 4     | --       | .211  | .302     | .263     | .565  |
| 1936秋    | 名古屋     | 25    | 111   | 93    | 20    | 35    | 2        | 3        | 0        | 43    | 7     | 7     | --       | 4     | --    | 11    | --    | 3     | 8     | --       | .376  | .458     | .462     | .920  |
| 1937春    | イーグルス | 52    | 221   | 185   | 32    | 57    | 6        | 4        | 2        | 77    | 13    | 12    | --       | 5     | --    | 27    | --    | 4     | 21    | --       | .308  | .407     | .416     | .824  |
| 1937秋    | イーグルス | 20    | 82    | 62    | 16    | 18    | 1        | 1        | 1        | 24    | 9     | 2     | --       | 2     | --    | 15    | --    | 3     | 8     | --       | .290  | .450     | .387     | .837  |
| 1938春    | イーグルス | 35    | 147   | 127   | 22    | 36    | 5        | 1        | 1        | 46    | 8     | 4     | --       | 1     | --    | 18    | --    | 1     | 13    | --       | .283  | .377     | .362     | .739  |
| 1938秋    | イーグルス | 37    | 154   | 135   | 20    | 29    | 7        | 2        | 3        | 49    | 12    | 11    | --       | 3     | --    | 14    | --    | 2     | 21    | --       | .215  | .298     | .363     | .661  |
| 通算：3年 | 通算：3年  | 181   | 760   | 640   | 114   | 183   | 23       | 11       | 7        | 249   | 53    | 39    | --       | 17    | --    | 90    | --    | 13    | 75    | --       | .286  | .385     | .389     | .774  |

- 各年度の太字はリーグ最高

### タイトル
- 首位打者：1回 （1936年）

### 背番号
- 15 （1936年）
- 16 （1937年 - 1938年）
- 30 （1952年 - 1953年）
- 50 （1955年）[2]